# 黄錫鉱
黄錫鉱（stannite、おうしゃくこう、スタナイト）は硫化鉱物の一種で、組成はCu2FeSnS4。名前はラテン語で「錫」を意味するStannumにちなむ。製錬して金属材料に用いられることがある。色は鋼灰色で、様々の程度に黄色を帯びる。硬度4、比重4.3〜4.5。正方晶系。